# Potentilla ghazniensis
Potentilla ghazniensis är en rosväxtart som beskrevs av J. Soják. Potentilla ghazniensis ingår i Fingerörtssläktet som ingår i familjen rosväxter. Inga underarter finns listade i Catalogue of Life.